# Freistaat Oldenburg

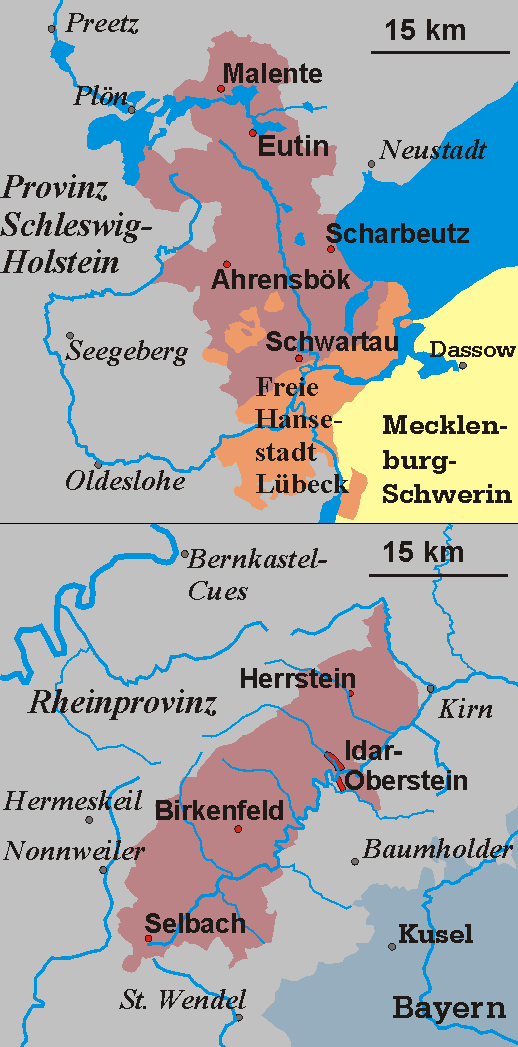
Landesteil Lübeck, Landesteil Birkenfeld

Der Freistaat Oldenburg war ein republikanisch verfasstes Land des Deutschen Reiches während der Weimarer Republik, das als parlamentarische Demokratie regiert wurde. Er war der Nachfolgestaat des Großherzogtums Oldenburg, nachdem der Oldenburger Großherzog Friedrich August am 11. November 1918 im Zuge der Novemberrevolution seinen Thronverzicht erklärt hatte. Der Freistaat Oldenburg bestand aus drei selbständigen Landesteilen: Oldenburg (ehemaliges Herzogtum), Lübeck und Birkenfeld. Der Freistaat Oldenburg wurde 1933/1934 gleichgeschaltet. Nach Inkrafttreten des Gesetzes über den Neuaufbau des Reichs firmierte der Freistaat als Land Oldenburg. Infolge des Groß-Hamburg-Gesetzes von 1937
fielen zwei Exklaven, die Landesteile Lübeck und Birkenfeld, an die preußischen Provinzen Schleswig-Holstein und Rheinprovinz. Das Kerngebiet ging zum 1. November 1946 als Verwaltungsbezirk Oldenburg im Land Niedersachsen auf.

## Geschichte

### 1918 bis 1932
Nach dem Thronverzicht des Großherzogs rief ein Arbeiter- und Soldatenrat die Selbständige Republik Oldenburg-Ostfriesland aus. Am 11. November konstituierte sich auch ein Landesdirektorium unter Bernhard Kuhnt (USPD); dieses bestand bis zum 3. März 1919. Der alte Landtag, gewählt 1911/16, bestätigte das Landesdirektorium und arbeitete (als einziger Landtag im Reich) bis zur Konstituierung der verfassunggebenden Landesversammlung weiter.
Im Februar 1919 griff die Reichsregierung ein: Kuhnt wurde verhaftet und seines Amtes enthoben. Am 23. Februar wurde eine verfassunggebende Landesversammlung gewählt.  Am 17. Juni 1919 verabschiedete diese Landesversammlung die »Verfassung für den Freistaat Oldenburg«; am 21. Juni konstituierte sie sich zum 1. Landtag und wählte das Kabinett Tantzen I, eine Koalitionsregierung von SPD, DDP und Zentrum.
Mit der Gründung der Oldenburgischen Ordnungspolizei im Oktober 1919 fand eine entscheidende Wende auf dem Gebiet der Inneren Sicherheit statt. Die zu 80 % vom Reich finanzierte Truppe, eigentlich zur Aufstandsbekämpfung gedacht, wurde bald in den polizeilichen Einzeldienst in den drei wichtigsten Städten Rüstringen, Oldenburg und Delmenhorst integriert und unterhielt später Revierabteilungen in den Landesteilen Lübeck und Birkenfeld.
Am 6. Juni 1920 fand eine weitere Landtagswahl statt. Koalitionsverhandlungen von SPD, DDP und Zentrum mit der DVP scheitern danach; die Regierung Tantzen blieb im Amt. Am 28. März 1923 trat die Regierung Tantzen zurück, weil sie im Landtag keine Zweidrittelmehrheit für die Verschiebung der Landtagswahlen erreichte; angesichts der Ruhrbesetzung war die Verschiebung von der Reichsregierung angeregt worden. Am 17. April 1923 wählte der Landtag eine Regierung von Parteilosen unter Eugen von Finckh (Kabinett Finckh I; es amtierte bis zum 22. Juni 1925). Später folgten das Kabinett Finckh II (23. Juni 1925 bis zum 14. November 1930) und das Kabinett Cassebohm (14./22. November 1930 bis zum 16. Juni 1932).
Bei der Landtagswahl zum Oldenburgischen Landtag am 17. Mai 1931 bekam die NSDAP 37,2 % der Stimmen und war damit erstmals in einem Landtag die stärkste Fraktion.

### NSDAP-Regierung 1932/33
Bei der Wahl am 29. Mai 1932 erhielt die NSDAP mit 48,5 % der Stimmen eine absolute Mehrheit – 24 von 46 – der Sitze, ebenfalls zum ersten Mal in einem Land, und am 16. Juni wurde Carl Röver (NSDAP) zum Ministerpräsidenten einer NSDAP-Regierung gewählt. Drei weitere Abgeordnete (die beiden der DNVP und der der Landvolkpartei) stimmten ebenfalls dafür. Das Kabinett Röver amtierte bis zum 5./6. Mai 1933.

### Zeit des Nationalsozialismus und Nachkriegszeit
Von Mai 1933 bis zum Kriegsende 1945 war das Land zusammen mit dem Land Bremen einem Reichsstatthalter unterstellt: bis Mai 1942 dem vorherigen Ministerpräsidenten Röver, anschließend Paul Wegener.
Mit Wirkung vom 1. April 1937 wurden seine beiden Exklaven Birkenfeld und Lübeck durch das Groß-Hamburg-Gesetz in das Land Preußen ausgegliedert. Der Landesteil Birkenfeld wurde in die Rheinprovinz und der Landesteil Lübeck als Kreis Eutin (heute ein Teil des Kreises Ostholstein) in die Provinz Schleswig-Holstein eingegliedert. Gleichzeitig erhielt Oldenburg von Preußen die ehemals zur Provinz Hannover gehörende Stadt Wilhelmshaven.
Nach Ende des Krieges fanden zunächst in Zusammenarbeit mit der britischen Militärregierung Überlegungen statt, Oldenburg als eigenständiges Land weiterzuführen. Dazu wurde Theodor Tantzen zum vorläufigen Ministerpräsidenten ernannt und bildete mit August Wegmann (Inneres), Harald Koch (Finanzen) und Fritz Kaestner (Kirchen und Schulen) das neue Staatsministerium. Darüber hinaus konstituierte sich ein Ausschuss, der eine neue Verfassung für das Land Oldenburg erarbeiten sollte, die im Frühjahr 1946 auch vom ernannten Landtag beschlossen wurde. Letztlich wurde diese Idee verworfen, und der Verwaltungsbezirk Oldenburg wurde ein Teil des neuen Landes Niedersachsen.

### Aufgehen im Land Niedersachsen
Mit der Verordnung Nr. 46 der britischen Militärregierung vom 23. August 1946 „Betreffend die Auflösung der Provinzen des ehemaligen Landes Preußen in der Britischen Zone und ihre Neubildung als selbständige Länder“ erhielt das Land Hannover seine rechtlichen Grundlagen. Am 23. November 1946 genehmigte die britische Militärregierung die Vereinigung des Landes Braunschweig (mit Ausnahme des östlichen Teils des Landkreises Blankenburg sowie der Exklave Calvörde als Amt Calvörde des Landkreises Helmstedt, die in der sowjetischen Besatzungszone lagen und in das Land Sachsen-Anhalt integriert wurden), des Landes Hannover (mit Ausnahme des Amtes Neuhaus, das an die sowjetische Besatzungszone fiel und erst 1993 Niedersachsen wieder angegliedert wurde), des Landes Oldenburg und des Landes Schaumburg-Lippe zum neuen Land Niedersachsen.
Am 10. November 2011 beschloss der Niedersächsische Landtag mit dem Gesetz zur Änderung des Gesetzes über den Staatsgerichtshof und zur Aufhebung vorkonstitutionellen Verfassungsrechts die Aufhebung der „Verfassung für den Freistaat Oldenburg vom 17. Juni 1919 in der Fassung des Abschnitts II Kapitel 1 Teil 1 § 2 des Gesetzes vom 27. April 1933 (Nds. GVBl. Sb. II S. 6), zuletzt geändert durch § 18 Abs. 1 Satz 2 Nr. 4 Buchst. a des Gesetzes vom 10. Februar 1972 (Nds. GVBl. S. 109)“. Einige Teile der Verfassung hatten bis dahin als einfaches Landesrecht weiter Bestand. Diese Teile waren allerdings durch Bestimmungen in verschiedenen Landesgesetzen mittlerweile obsolet geworden.

## Politik

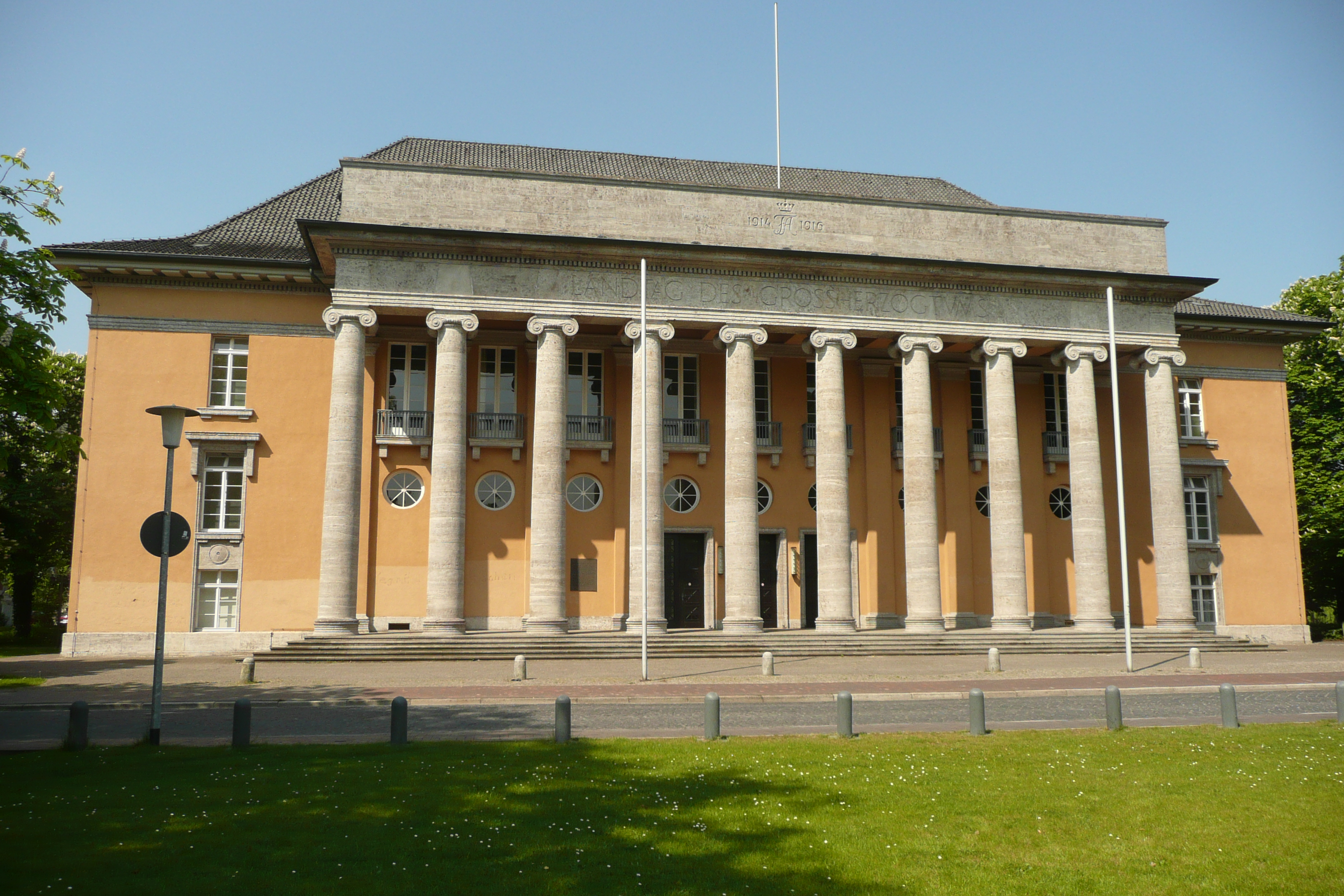
Oldenburgischer Landtag

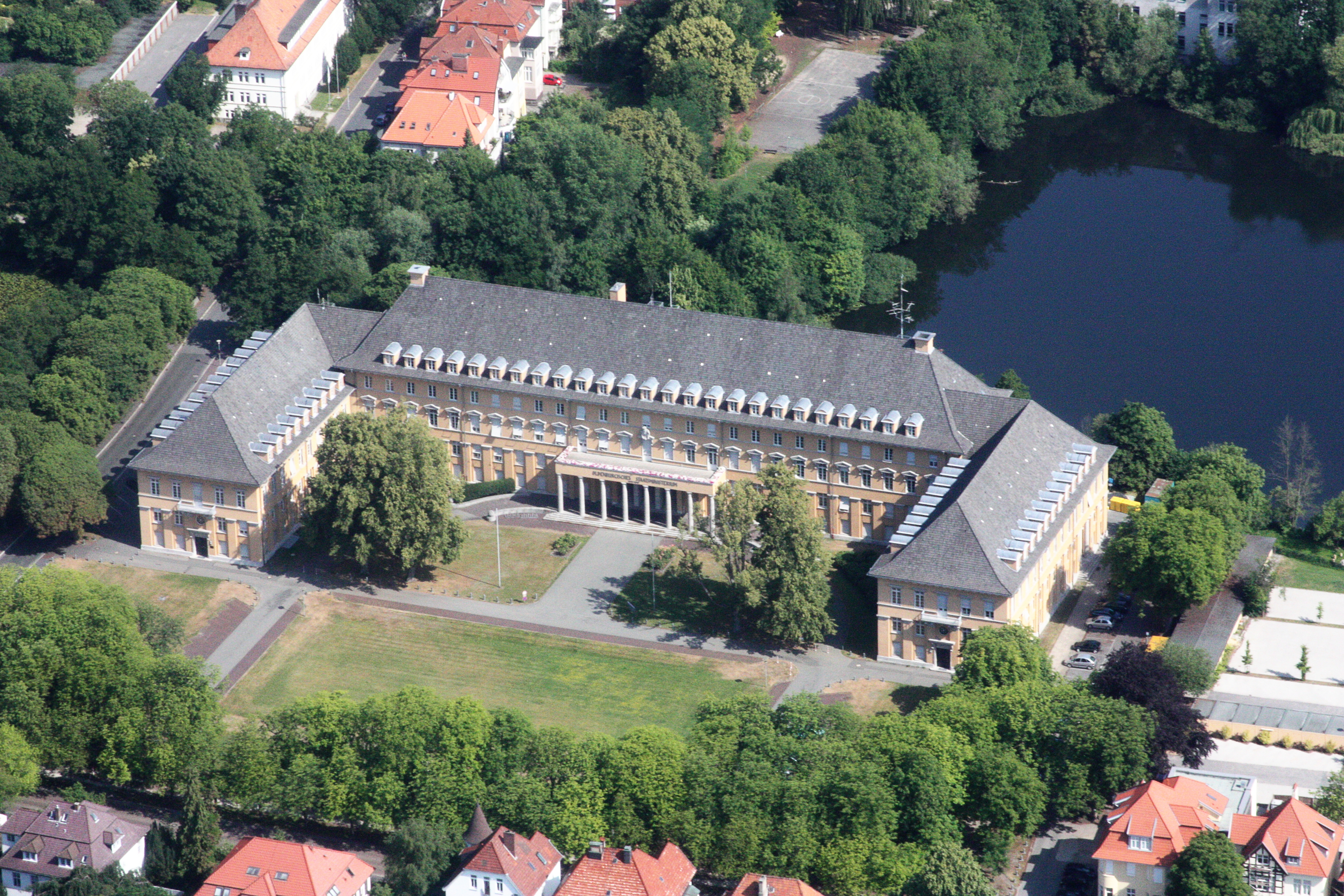
Oldenburgisches Staatsministerium, 1946 bis 2004 Sitz des Regierungspräsidenten

### Ministerpräsidenten und Reichsstatthalter
Der Präsident des Landesdirektoriums 1918–1919 bzw. die Ministerpräsidenten des Freistaates Oldenburg:
- Bernhard Kuhnt, USPD (11. November 1918 bis 3. März 1919)
- Theodor Tantzen, DDP (21. Juli 1919 bis 17. April 1923)
- Eugen von Finckh, parteilos (17. April 1923 bis 13. Juli 1930)
- Friedrich Cassebohm, parteilos (14. November 1930 bis 16. Juni 1932)
- Carl Röver, NSDAP (16. Juni 1932 bis 5. Mai 1933)
- Georg Joel, NSDAP (6. Mai 1933 bis April 1945)
- Theodor Tantzen, FDP (April 1945 bis 31. Oktober 1946)

Reichsstatthalter für Oldenburg und Bremen mit Sitz in Oldenburg:
1. Carl Röver (6. Mai 1933 bis 15. Mai 1942)
2. Paul Wegener (27. Mai 1942 bis April 1945)

### Wappen
Blasonierung: „Geviert; Feld 1 und 4: in Gold je zwei rote Balken, Feld 2 und 3: in Blau je ein goldenes, an den Enden verbreitertes und eingekerbtes, am Fuß mit einer Spitze versehenes Kreuz.“
In den Landesteilen Lübeck und Birkenfeld wird auf dem Landeswappen das Wappen des Landesteils als Herzschild geführt.
Das Wappen des Landesteils Lübeck enthält in blauem Felde ein goldenes, schwebendes Kreuz, das mit einer Bischofsmütze mit wegfliegenden Binden bedeckt ist.
Das Wappen des Landesteils Birkenfeld ist von Rot und Silber geschacht (Bekanntmachung des Staatsministeriums vom 29. Dezember 1926 Artikel 1).

### Flagge
Die Landesflagge ist eine blaue, durch ein einfaches rotes Kreuz in vier gleiche Rechtecke geteilte Flagge (Bekanntmachung des Staatsministeriums vom 3. Oktober 1919 § 2).

## Bevölkerung und Fläche
5396 km²; 582.400 Einwohner (Mai 1939)

## Verwaltungsgliederung
Die Verwaltungsgliederung des Großherzogtums blieb im Freistaat Oldenburg weitgehend erhalten, allerdings wurde Rüstringen 1919 zu einer amtsfreien Stadt I. Klasse erhoben. Die Landesteile Birkenfeld und Lübeck gehörten zunächst weiterhin zum Freistaat Oldenburg.
Bei einer umfassenden Verwaltungsreform wurden 1933 sechs neue Ämter eingerichtet, in denen Landratsämter eingerichtet wurden. Der Landesteil Oldenburg besaß seitdem die folgende Gebietseinteilung:
Städte I. Klasse (Kreisfreie Städte)
- Delmenhorst
- Oldenburg
- Rüstringen (bis 1937)
- Wilhelmshaven (ab 1937, zuvor Teil der preußischen Provinz Hannover, gleichzeitig mit Rüstringen vereinigt)

Ämter (ab 1939 Landkreise)
- Ammerland, gebildet aus einem Teil des alten Amtes Oldenburg und dem Amt Westerstede
- Cloppenburg, gebildet aus den Ämtern Cloppenburg und Friesoythe
- Friesland, gebildet aus den Städten Jever und Varel sowie den Ämtern Jever und Varel
- Oldenburg, gebildet aus einem Teil des alten Amtes Oldenburg sowie den Ämtern Delmenhorst und Wildeshausen
- Vechta, gebildet aus dem Amt Vechta
- Wesermarsch, gebildet aus den Ämtern Brake, Butjadingen und Elsfleth

1939 wurden die Ämter in Landkreise umbenannt. Die beiden Landesteile Birkenfeld und Lübeck wurden 1937 von Oldenburg nach Preußen umgegliedert.